# 朱亮祖
朱亮祖（？—1380年），字從亮，庐州六安（今屬安徽）人，明朝初年開國功臣，封永嘉侯。鎮守廣東時，與當地豪強勾結，使朱元璋冤殺番禺縣令道同，朱元璋察覺後，將朱亮祖及其長子朱暹鞭撻至死，以侯禮葬。

## 簡介
最早投奔元朝，任義兵元帥，勇悍善戰，有弟朱亮元、朱亮宗。
至正十七年（1357年），為朱元璋所俘，投降。後参與鄱阳湖水战，进军武昌，升广信卫指挥使。
元至正二十七年（1367年）九月，朱元璋遣朱亮祖、湯和、吳禎、廖永忠出兵浙東討方國珍。朱亮祖進攻台州，其部將嚴德破關嶺山寨。洪武元年（1368年）九月，朱亮祖進攻台州，方國瑛奔黃岩。朱亮祖追至黃岩，方國瑛又逃亡海上。十月，亮祖從太平嶺進克溫州，方明善挈家逃走。亮祖分兵徇瑞安，守將謝伯通以城降。又隨征南将军廖永忠平定兩廣。
洪武三年（1370年），封永嘉侯。次年参与伐蜀战役，因擅杀军校，無加封。洪武十二年（1379年），鎮守廣州。
洪武十三年（1380年），亮祖擴建廣州城，將北城墻擴展到越秀山上，修鎮海樓。亮祖為人驕矜，“不知學，所為多不法。”番禺縣縣令道同為人耿直，與當地惡劣士紳為難，土豪惡霸勾結亮祖，亮祖上奏皇帝，言道同無禮。道同被朱元璋處死。但朱元璋隨即察覺，悔之不及，深恨亮祖。
洪武十三年（1380年）九月三日，朱元璋召亮祖到帝都金陵，將朱亮祖及其長子朱暹以鞭子抽死，親自寫墓志，以侯禮下葬。其子朱暹等人的皮被剝下，懸掛於鬧市，以儆效尤。
洪武二十三年（1390年），因胡惟庸案连坐，朱亮祖被除爵，其次子朱昱亦被殺。